# Куценко Павло Якович
Павло Якович Куценко (1 листопада (14 листопада) 1908, Кам'янка — 3 червня 1983, Київ) — український графік. Член Спілки художників СРСР.

## Біографія
Народився 1 листопада 1908 року в м. Кам'янка (нині — Черкаської області).
У 1931—1936 роках навчався в Київському художньому інституті. Його викладачами були: З. Толкачов, І. Плещинський, С. Налепинська-Бойчук, Ф. Кричевський, П. Волокидін, І. Штільман, С. Григор'єв.
Після закінчення інституту працює на кафедрі рисунку в Київському будівельному інституті разом зі своїм учителем, а згодом і іншому — Плещинський Іларіоном Миколайовичем. Вони разом ходять на етюди, а потім друкують гравюри в естампної майстерні інституту. У 1938 році перші естампи Павла Куценко були відібрані і експонувалися на Ювілейній виставці творів художників УРСР (1917—1937 років), відкритої з 19 червня по 1 жовтня в Москві, в Виставковому приміщенні Центрального парку культури і відпочинку ім. А. М. Горького. Спочатку була відкрита в Києві з листопада 1937 року по березень 1938 року в Республіканському музеї народного мистецтва, потім з березня по травень 1938 року — в Харкові в Українській картинній галереї, а до XXI річниці Великої Жовтневої соціалістичної революції з 6 листопада 1938 року — в Одесі, в Державному художньому музеї.
З цього[якого?] періоду П. Я. Куценко — постійний учасник міських, республіканських, всесоюзних і зарубіжних художніх виставок.
У вересні 1939 року художник покликаний в армію і бере участь у фінській війні. Був важко поранений і початок німецько-радянської війни зустрів інвалідом з практично недіючої, незамінною для гравера правою рукою. Незважаючи на це Куценко відправляється на фронт в складі бригади художників. Він оформляє клуби, пише гасла і плакати. Гравюри, виконані по фронтових малюнками художника, зайняли значне місце в його творчості. Краща з них «Землянки. Перший сніг» (1945 рік) надрукована в багатьох виданнях, присвячених українській графіці. У повоєнні роки художник багато їздить по країні, він створює графічні серії, присвячені різним куточкам його Батьківщини. Продовжує роботу і в жанрі портрета.
З 1973 року — «Заслужений художник України». Нагороджений Почесною грамотою Президії Верховної Ради УРСР.
Твори Куценко П. Я. представлені в музейних та приватних колекціях в Україні та за її межами.[джерело?]